# Philip Merlan
Philip Merlan (* 21. Dezember 1897 in Kolomyja, Galizien; † 24. Dezember 1968 in Pomona, Kalifornien) war ein österreichisch-amerikanischer Philosophiehistoriker.
Merlan nahm am Ersten Weltkrieg teil und wurde in Italien verwundet. Danach studierte er Philosophie und Jurisprudenz an der Universität Wien. Ein wichtiger Lehrer in Philosophie war Heinrich Gomperz. 1924 wurde er zum Doktor der Philosophie promoviert, 1927 zum Dr. jur. (Doctor iuris utriusque). Wegen des Anschlusses verließ er Österreich; er emigrierte 1940 mit seiner Frau über die Sowjetunion und Japan in die USA. Merlan lehrte von 1942 an in Claremont, Kalifornien, wo er eine Professur für deutsche Philosophie und Literatur innehatte. Er war Gastdozent in Würzburg, Bonn, New York (Columbia University), München und Oxford. 
Der Schwerpunkt seiner Forschungsarbeit lag im Bereich Philosophie der Antike, wobei er sich insbesondere mit dem Neuplatonismus befasste. Er hat auch über einige moderne Philosophen gearbeitet, darunter Johann Georg Hamann.

## Werke (Auswahl)
- Platons Form der philosophischen Mitteilung. Lemberg 1939.
- Form and Content in Plato’s Philosophy. In: Journal of the History of Ideas 8/4 (1947), S. 406–430.
- From Platonism to Neoplatonism. Nijhoff, Den Haag 1953. 2. überarbeitete und erweiterte Auflage: Nijhoff, Den Haag 1960.
- Studies in Epicurus and Aristotle. Harrassowitz, Wiesbaden 1960.
- Monopsychism, Mysticism, Metaconsciousness. Nijhoff, Den Haag 1963.
- Greek Philosophy from Plato to Plotinus. In: Arthur H. Armstrong (Hrsg.): The Cambridge History of Later Greek and Early Medieval Philosophy, Cambridge University Press, Cambridge 1967, S. 14–132.
- Metaphysik. Name und Gegenstand. Wissenschaftliche Buchgesellschaft, Darmstadt 1969.
- A Syllabus in the Humanities. The Cultural History of the Western World from the Age of Enlightenment to the Twentieth Century. Christopher Publishing House, North Quincy (Mass.) 1973.
- Kleine philosophische Schriften, hrsg. von Franciszka Merlan mit einem Begleitwort von Hans Wagner. Olms, Hildesheim/New York 1976, ISBN 3-487-05727-1 (zahlreiche Aufsätze über antike, mittelalterliche und neuzeitliche Philosophie)

Festschrift
- Robert B. Palmer, Robert Hammerton-Kelley (Hrsg.): Philomathes. Brill, Leiden 1971 (mit Bibliographie)